# 죽음의 순례자
죽음의 순례자(Slaughterhouse-Five)는 미국에서 제작된 조지 로이 힐 감독의 1972년 코미디, SF, 전쟁, 드라마 영화이다. 마이클 삭스 등이 주연으로 출연하였고 폴 모나쉬 등이 제작에 참여하였다.

## 출연

### 주연
- 마이클 삭스
- 론 라이브먼

### 조연
- 유진 로체
- 샤론 갠즈
- 발레리 페린
- 홀리 니어
- 페리 킹
- 케빈 콘웨이

## 제작진
- 미술: 헨리 범스테드
- 배역: 마리언 더펄티